# Episodi di Tracy e Polpetta (terza stagione)
La terza stagione della serie televisiva 'Tracy e Polpetta' è stata trasmessa in Italia nel 2005 su Rai 2.
| nº | Titolo                        | Prima TV Italia |
| -- | ----------------------------- | --------------- |
| 1  | Un naso importante            | ?               |
| 2  | ?                             | ?               |
| 3  | Un libro e un po' di fantasia | ?               |
| 4  | ?                             | ?               |
| 5  | Che dieta fai, Polpetta?      | ?               |
| 6  | Aspettando il postino         | ?               |
| 7  | Una vecchietta senza paragoni | ?               |
| 8  | C'è profumo di formaggio      | ?               |
| 9  | Un tipo d'altri tempi         | ?               |
| 10 | Lui è peggio di me            | ?               |
| 11 | Devo proprio?                 | ?               |
| 12 | Un vicino troppo vicino       | ?               |
| 13 | Un artista un po' falso       | ?               |
| 14 | Il talento di polpetta        | ?               |
| 15 | Felici sotto gli alberi       | ?               |
| 16 | Scacchi matti                 | ?               |
| 17 | Dire fare riciclare           | ?               |
| 18 | Avere un buon maestro         | ?               |
| 19 | La casa del cioccolato        | ?               |
| 20 | ?                             | ?               |
| 21 | Aspettando Babbo Natale       | ?               |
| 22 | ?                             | ?               |
| 23 | ?                             | ?               |
| 24 | ?                             | ?               |
| 25 | ?                             | ?               |
| 26 | ?                             | ?               |

## Un naso importante

### Trama
Polpetta e Bill stanno comprando tutto il necessario per un pranzo dove ci sarà un invitato speciale: il padrone di casa.
Il suo nome è Jack Smith e deve decidere se lasciargli la casa in affitto, quindi Tracy avverte tutti di non parlare del suo enorme naso, per non metterlo in imbarazzo.
Purtroppo invece, Pedro pronuncia numerose frasi contenenti la parola "naso" e Jack Smith inizia a grattarsi nervosamente la testa.
In realtà Jack Smith si gratta perché è allergico alla cipolla che gli sta provocando un forte prurito, ma fortunatamente lo sciroppo di formiche di Polpetta riesce a guarirlo dalla sua allergia.

## Un libro e un po' di fantasia

### Trama
Tracy è stata invitata alla Festa di Primavera, e per acquistare il suo nuovo vestito pensa di poter vendere un vecchio libro che ha trovato facendo le pulizie di Primavera.
Nella libreria scoprono che questo negozio sta per chiudere, per lasciare il posto ad un supermercato.
Mary è il fantasma di una antenata di Tracy che vive nella libreria e chiede aiuto a Tracy, che insieme a Polpetta raccoglie delle firme per non far chiudere la libreria.
Casualmente viene scoperto un passaggio segreto nella libreria dove vengono trovati antichi libri scritti a mano, grazie ai quali si potrà salvare la libreria.
Alla fine Tracy decide di tenersi il vecchio libro e, invece di comprare un nuovo vestito, di ripararne uno vecchio usando Pedro come modello.

## Che dieta fai, Polpetta?

### Trama
Tracy convince Polpetta a mettersi a dieta, ma in realtà deve sempre stare attenta che l'amico non mangi qualcosa di nascosto.
Insofferente della situazione, Polpetta scappa di casa e va a vivere nel circo appena arrivato in città, dove è convinto che potrà finalmente mangiare tutto quello che vuole.
Quando Tracy e Pedro lo vanno a cercare scoprono che in realtà il direttore del circo lo tiene prigioniero per farlo diventare la talpa più grassa del mondo.
Quando Polpetta viene liberato e torna a casa si sente in dovere di mangiare di nuovo per recuperare il peso che ha perso.

## Aspettando il postino

### Trama
(Con Vittorio Cucci nel ruolo del postino)
Polpetta sta aspettando un pacco dalla mamma e sospetta che Pedro lo abbia ricevuto al suo posto. 
Polpetta cerca il pacco nella cabina armadio di Pedro e, non trovandolo, sospetta anche che il postino lo abbia rubato.
Alla fine scopre che il pacco era rimasto fermo all'ufficio postale perché l'indirizzo riportato era sbagliato.
Tuttavia questo incidente potrebbe ripetersi ancora perché nemmeno Polpetta conosce l'indirizzo esatto...

## Una vecchietta senza paragoni

### Trama
(Con Vittorio Cucci nel ruolo dell'assistente)
Pedro vuole un assistente per sbrigare le faccende di casa ed andare a giocare con Tracy e Polpetta.
Decide perciò di travestirsi da vecchietta (Pedrina) per ricevere l'assistenza domiciliare gratuita per gli anziani.
La bugia di Pedro viene scoperta e Tracy si traveste da falso assistente domiciliare per far capire a Pedro il proprio errore.

## C'è profumo di formaggio

### Trama
Pedro incontra in città un ingenuo contadino e crede di poter facilmente sottrargli del denaro vendendogli alcuni oggetti di scarso valore trovati in casa. Ad esempio, riesce a vendere acqua del rubinetto come se fosse un prezioso profumo.
Tracy e Polpetta invitano l'amico di Pedro a casa, che in breve tempo scopre di essere stato truffato.
Per rimediare al danno Pedro dovrà lavorare gratuitamente per il suo amico, ma sembra che non abbia ancora imparato la lezione, perché per evitare di lavorare vuole vendere del formaggio falso...

## Un tipo d'altri tempi

### Trama
Pedro sta raccontando a tutti come era la vita ai tempi del 1600.
Tracy rimane affascinata dalle sue storie, e Polpetta, invidioso, decide di imitare Pedro per ottenere l'attenzione della sua amica.
Polpetta si spinge persino a sfidare a duello un pugile professionista che ha urtato per caso e solo grazie a questa brutta esperienza capisce di aver sbagliato e di essere diventato geloso e violento.

## Lui è peggio di me

### Trama
Pedro si dimostra un esperto in molte cose, ad esempio nei giochi, ma poco dopo ammette di avere paura di attraversare la strada, per questo motivo Tracy e Polpetta provano ad insegnargli le regole fondamentali.
In realtà Polpetta non sa bene come fare e rischia di finire sotto un'automobile, ma per fortuna Pedro gli salva la vita.
Da questa esperienza Polpetta ha imparato che la cosa migliore da fare è quella di ammettere di non sapere qualcosa per poi poterla imparare.

## Devo proprio?

### Trama
Tracy e Pedro devono restituire dei libri alla biblioteca, ma Pedro scopre di essere in ritardo di 300 anni e di dover pagare una multa salata.
Per evitare la multa Pedro cerca di ingannare la bibliotecaria, facendole credere che il libro sia stato riconsegnato da Tracy, ma la bibliotecaria non si fa ingannare.
Polpetta impara insieme a Bill che nella biblioteca ci sono molte regole scritte in inglese.
Tornati a casa, Pedro decide di finire di leggere questo antico libro, ma scopre che è troppo pericoloso e lo riporta di nuovo indietro, ancora una volta senza averlo finito di leggere.

## Un vicino troppo vicino

### Trama
Mentre Polpetta legge il diario segreto di Tracy, dalla finestra spunta un vicino invadente, che bussa molto spesso alla porta e che entra in casa senza chiedere il permesso, frugando dappertutto.
Nonostante i disperati tentativi di farlo uscire spontaneamente, il vicino esce solo dopo aver avuto una chiara spiegazione.
La lezione di oggi spiega due cose: è meglio rispettare la riservatezza delle persone ed è meglio parlare chiaramente degli eventuali problemi invece di trovare da soli la soluzione.

## Un artista un po' falso

### Trama
In questo episodio si insegnano i nomi dei colori in inglese.
Oggi Pedro dimostra a tutti di avere le doti di un artista nel dipingere quadri identici a quelli dei grandi pittori del passato, quindi pensa di poter guadagnare tanti soldi vendendo le sue copie ad un negozio, allo stesso prezzo del capolavoro originale, falsificando la firma dell'autore. 
Quando gli amici scoprono l'imbroglio decidono di fermarlo, sia danneggiando tutte le sue copie, sia avvisando il negoziante che finge di volerlo pagare usando delle banconote false, come i quadri che avrebbe dovuto acquistare. 

## Il talento di Polpetta

### Trama
Tracy ha appena superato un provino per recitare in uno spettacolo di beneficenza per realizzare una scuola in Africa e per partecipare alle prove deve uscire presto la mattina e rientrare tardi a casa. Dopo una settimana Polpetta sente la mancanza di Tracy e decide di diventare anche lui un attore, per questo chiede aiuto ad un artista di strada. Alla fine tutti gli amici riescono a partecipare allo spettacolo di beneficenza, ma ognuno esprimendo in modo diverso il proprio talento: Polpetta come aiutante in cucina, Pedro come mago degli effetti speciali e Bill come parte dell'orchestra.

## Felici sotto gli alberi

### Trama
Tracy legge una brutta notizia sul giornale e per evitare che siano tagliati gli alberi del parco propone a tutti di fare uno sciopero della fame.
Ben presto Polpetta non ci vede più dalla fame ed ha persino le visioni del cibo, perciò cerca di risolvere il problema in tutti i modi, 
anche andando a parlare con il responsabile del progetto: il signor John Gold.
Per raggiungere il suo scopo John Gold cerca di corrompere Polpetta con dei dolci, provocando in lui una crisi di forza di volontà, ma Polpetta riesce a resistere e a tornare a casa.
Alla fine Polpetta rivolgerà la sua richiesta alla regina Elisabetta e riceverà una lettera con la sua risposta.

## Scacchi matti

### Trama
Il giovedì è diventato per Polpetta il giorno della partita a scacchi con il suo amico Julian Checkmate.
Si tratta di una partita che dura da diversi mesi e durante la quale Julian consuma continuamente bottiglie di succo di pomodoro.
Purtroppo Julian versa accidentalmente del succo di pomodoro sul nuovo tappeto di Tracy e Polpetta deve trovare una soluzione per poter tornare a giocare la partita.
Per risolvere i loro conflitti Bill suggerisce a Polpetta di giocare a scacchi facendo partecipare anche Tracy: Polpetta penserà le mosse e Tracy muoverà i pezzi.

## Dire fare riciclare

### Trama
Bill rimprovera Pedro, Polpetta e Tracy per il loro spreco di carta e perché buttano tutta la spazzatura nello stesso contenitore, senza differenziarla.
Poco dopo si viene a sapere che in questi giorni c'è anche lo sciopero dei netturbini e che è diventato impossibile buttare la spazzatura perché nessuno svuota i bidoni.
In poco tempo in casa inizia ad esserci un cattivo odore e Pedro suggerisce di abbandonare l'immondizia per strada, ma un poliziotto scopre i tre amici e li costringe a raccogliere e a portare a casa anche la spazzatura degli altri, facendo peggiorare la situazione.
Tracy suggerisce di chiedere aiuto a Bill che propone di riciclare la cellulosa di tutta la carta in casa e di riutilizzare le cose, senza buttarle.

## Avere un buon maestro

### Trama
In questo episodio vengono citati gli stati europei e le loro capitali.
Tracy tra poco dovrà superare un esame, ma non riesce a studiare e a ricordare le nozioni di geografia e come soluzione Pedro suggerisce a Tracy di imbrogliare, scrivendo le risposte sulla propria mano.
Per la stanchezza Tracy si addormenta e vive l'incubo di una scuola dove l'insegnante è Pedro e dove si insegna ad imbrogliare.
Da questa lezione Tracy impara che è meglio essere onesti, anche nei momenti difficili. 

## La casa del cioccolato

### Trama
Polpetta e Tracy vorrebbero acquistare dei cioccolatini, ma sono a corto di denaro, quindi chiedono al pasticcere Choc di fargli fare qualche lavoretto per guadagnare qualcosa.
Sul banco di lavoro sono presenti tre bottiglie molto simili tra loro, ognuna con un contenuto diverso dall'altra: acqua, varichina e liquore alla ciliegia.
Lo scambio di queste bottiglie dà luogo a qualche incidente, ma dopo alcune peripezie, Tracy e Polpetta riescono a recuperare una scatola di cioccolatini contenenti accidentalmente varichina.
Per ringraziarli del loro aiuto, il pasticcere regala a Tracy un'enorme scatola di cioccolatini, mentre Polpetta fa una richiesta originale: ripulire la pentola dove è stata preparata la crema di cioccolato.